# Paul Williams (filósofo)
Paul Williams (nacido en 1950) es filósofo inglés y profesor emérito de filosofía y religión india y tibetana en la Universidad de Bristol,  Inglaterra. Hasta su jubilación en 2011 fue también director del Centro de estudios budistas de dicha universidad, además de Presidente de la Asociación  para estudios budistas del Reino Unido.
Williams estudió en la escuela para estudios africanos y asiáticos de la Universidad de Sussex, donde se graduó con una licenciatura de primera clase en 1972. Luego pasó a estudiar filosofía budista en el Wadham College de la Universidad de Oxford, donde obtuvo su doctorado en 1978. Sus intereses de investigación fueron la filosofía del budismo Madhyamaka, el budismo Mahāyāna y el pensamiento medieval filosófico y místico.
Williams, de familia anglicana, además de ser uno de los más conocidos especialistas en budismo fue practicante activo de dicha religión, pero en 1999 anunció su conversión al catolicismo, una experiencia describió en su libro Una conversión. Posteriormente profesó como miembro laico de la Orden de los dominicos. Está casado con Sharon Williams desde 1971 y tienen tres hijos: Myrddin, Tiernan y Tārā, además de varios nietos.

## Obras
- Altruism and Reality: Studies in the Philosophy of the Bodhicaryavatara (Richmond: Curzon Press, 1998). ISBN 978-0-7007-1031-7
- The Reflexive Nature of Awareness: A Tibetan Madhyamaka Defence (Richmond: Curzon Press, 1998). ISBN 978-0-7007-1030-0
- (con Anthony Tribe) Buddhist Thought: A Complete Introduction to the Indian Tradition (Londres: Routledge, 2000). ISBN 978-0-415-57179-1.
- The Unexpected Way: On Converting from Buddhism to Catholicism (London: Continuum/T & T Clark, 2002). ISBN 978-0-567-08830-7. 
  - Una conversión. Del budismo al catolicismo. Madrid: Cristiandad. 2013. ISBN 9788470575808.
- Songs of Love, Poems of Sadness: The Erotic Verse of the 6th Dalai Lama (IB Taurus, 2004). ISBN 978-1-85043-479-5
- Buddhism: Critical Concepts in Religious Studies Edited and with a new introduction by Paul Williams (Londres: Routledge, 2005). Eight volumes. ISBN 978-0-415-33226-2
- Buddhism from a Catholic Perspective (Londres: Catholic Truth Society, 2006). ISBN 978-1-86082-404-3
- 'Catholicism and Buddhism', in The Catholic Church and the World Religions Editado por Gavin D'Costa (Londres: Continuum, 2011), pp. 141-177. ISBN 978-0-567-46697-6
- Buddhist Funeral Cultures of Southeast Asia and China Edited by Paul Williams and Patrice Ladwig (Cambridge: Cambridge University Press, 2012). ISBN 978-1-107-00388-0